# نوح إبراهيم
نوح إبراهيم (1913- 28 تشرين الأول 1938)، الملقّب بـ «الشاعر الشعبي لثورة 1936» و«تلميذ القسّام»، هو شاعر شعبي، ومغني، وملحن ومناضل فلسطيني، ولد في مدينة حيفا في فلسطين، كتب الشعر منذ سن مبكرة.
عبّر الشاعر نوح إبراهيم عن وجدانِ شعبهِ بأسلوب سلس، ولغة سهلة غنائية مفهومة، تقترب من الكلام العادي، وتحمل في ثناياها حب الوطن، وتدعو إلى الدفاع عنه، وتحث الناس على الثورة. لقد مثل شعره بداية العصر الذهبي للشعر الشعبي الفلسطيني، وحمل مع معاصريهِ من الشعراء الشعبيين أمثال: فرحان سلام، وأبو سعيد الحطيني وسعود الأسدي همَّ المجتمع الفلسطيني، ومقاومته الثورية ضد الاحتلال البريطاني والاستيطان الصهيوني في ثلاثينيات القرن الماضي.
نظم نوح إبراهيم عدداً كبيراً من الأهازيج والقصائد الشعبية حول مختلف القضايا والأحداث الوطنية والسياسية الفلسطينية والعربية في تلك الفترة، وذاع صيت أغانيه بشكل واسع، فكانت أسطوانات أغانيهِ تعم كل أنحاء فلسطين، فتحول الكثير من شعرهِ إلى هتافات على أفواهِ الناس في المسيرات والمظاهرات، وبعض أغانيهِ ما زالت متداولة حتى اليوم.

## سيرة ذاتية

### عائلته
ولد نوح في حي وادي النسناس في مدينة حيفا في بيت رقم 30، من أب فلسطيني عمل في بلدية حيفا وأم من أصل كريتي تسمى زيدة، وهي سبية جيء بها من جزيرة كريت إلى ميناء حيفا في العهد العثماني، فآواها الشيخ عبد السلام أحمد أبو الهيجاء من قرية عين حوض (قضاء حيفا) وزوّجها إلى شاب من أقاربهِ اسمه حسين أبو الهيجاء وسكنا في حيفا، فأنجبت منه ولداً اسمه مصطفى، ولكن توفي الزوج بعد فترة قصيرة. بعدها تزوجت السيّدة زيدة والد نوح الذي كان يسكن في حي وادي النسناس في حيفا ويملك بيتاً مكوناً من طابقين. أنجبت منه ولداً (نوح) وابنة (بديعة) ومن ثم أستشهد الوالد بعد 4 سنوات من الزواج عندما كان نوح صغيراً، ولم يخلف للعائلة سوى البيت، فعاشت عائلته في فقر من بعدهِ، حيث كان دخلها الوحيد أجرة الطابق الأول من البيت، الذي أجرته للحاج محمد عبد القادر أبو الهيجاء.
في مرحلة لاحقة تزوّجت بديعة، أخت نوح، وأنجبت ابنتين، أما أمه زيدة فهاجرت إلى بيروت خلال أحداث النكبة عام 1948، وتوفيت فيها عام 1952.

### نشأته
نتيجة لوفاة الوالد بجيل مبكّر وقلّة المدخولات عاشت عائلة نوح في فقر وحاجة، لذلك عاش نوح في دير للراهبات تحت رعاية الراهبة روت سنبل سنوات قليلة، كان يزور أمه وهي تزوره، حتى عاد إلى البيت للعيش مع أمهِ. عندها التحق نوح بالمدرسة الإسلامية التي سميت فيما بعد مدرسة الاستقلال، وهي المدرسة الوحيدة في حيفا آنذاك عام 1929، وهي تقع في منطقة وادي الصليب.
تلقى نوح تعليمه في المدرسة من العلماء والمجاهدين في المدرسة الإسلامية أمثال مدير المدرسة آنذاك الشيخ كامل القصاب، ومدير المدرسة رشيد بك بقدونس، والرياضياتي درويش القصاص (خريج معهد السوربون الفرنسي)، ومدرّس اللغة الإنكليزية هاني (بكالوريوس إنكليزي من الجامعة الأمريكية)، الشيخ والمجاهد الإمام عز الدين القسام والشيخ رضا. ثم ترك الدراسة وعمل في أحد مطابع حيفا. وعند انتهائه من التعليم في المدرسة الإسلامية وذلك في الصف السادس تم إرساله في بعثة إلى مدرسة دار الأيتام في القدس حيث تعلم هناك تجليد الكتب وبناء الصناديق الكرتونية فضلاً عن الطباعة.

### شبابه
بعد تخرجه بدأ نوح حياته النضالية والعمالية، إذ عمل في شركة الدخان في مدينة حيفا، وكان في الشركة ينشر تعاليم النضال والجهاد، ويغرسها في نفوس العمال حتى نجح في تنظيم كثيرين منهم في جماعة الشيخ عزّ الدين القسّام. فيما بعد قرر نوح أن يترك العمل في شركة الدخان، ليتقدّم في مجال الصحافة والإعلام، وسافر إلى يافا فعمل محرراً في كثير من الصحف التي كانت تصدر فيها. وكذلك ساهم في تأسيس المطبعة التجارية الأهلية في مدينة حيفا.
لاحقاً، خلال عام 1934، انتقل نوح إلى العراق للعمل كخبيراً فنياً في إحدى مطابع بغداد وامتاز بعملهِ حتى اعتبرته معظم المطابع البغدادية أفضل الفنيين بها.
وخلال عملهِ في هذه المطبعة، توجّه الأستاذ راشد بن صباح الجلاهمة، من أهالي البحرين، إلى مدير المطبعة في بغداد وطلب منه أن يقدّم لنوح عرض للعمل كخبير فني في مطبعة البحرين التي تستعد لإصدار أول صحيفة بحرينية. يعود هاجس إنشاء هذه الصحيفة البحرينية إلى عبد الله الزايد، تاجر لؤلؤ بحريني تعرضت أعماله للتراجع ففكر باستثمارِ قدراتهِ الفكرية والأدبية في احضار مطبعة إلى البحرين في أوائل ثلاثينيات القرن الماضي، ولذلك أرسل صديقه راشد الجلاهمة إلى بغداد لهدفين: الأول وهو التدرّب على أعمال الطباعة فمكث راشد سبعة أشهر يتدرّب في مطابع بغداد، وأما الأمر الثاني هو إحضار خبير في الطباعة من بغداد ليقوم بتدريب الفريق البحريني الذي سيعمل في المطبعة، فوقع الاختيار على شخص نوح إبراهيم.
تفاجئ نوح من العرض وطلب فرصة للتفكير، وبعد أسبوع وافق على العرض وسافر مع راشد الجلاهمة إلى بلاد اللؤلؤ بالمركب الشراعي الكبير المقبل من البصرة إلى ميناء المنامة، مرتدياً ثوبهُ الأبيض العربي الذي كان دائماً يصر على أرتدائهِ.
بعد وصوله للمطبعة علم نوح أنه الوحيد الذي يعرف تشغيل آلات الطباعة الحديثة التي في المطبعة، لذلك بدأ بتدريب البحرينيين على آلات الطباعة وكيفية العمل معها. خلال الأشهر الثلاث الأولى استطاع نوح تدريب العديد من العمال في البحرين، ليكون هناك طاقماً بحرينياً كاملاً من صفافي الحروف والطباعين والعمال أمثال: عبد الرحمن الحسن، عبد الرحمن عاشير، محمد الجودر، أحمد فليفل، مصطفى بوعلاي، عبد الله المناعي وغيرهم
. ومن ثم قام بوضع نظام العمل في المطبعة، وقام بتوزيع العمل بين طباع، معاون، عامل بقسم التجليد، عامل بقسم الورق وعامل بقسم التسطير. فأحبه من عمل معهم، وتسابقوا في استضافتهِ في بيوتهم ومجالسهم.
عند نجاح المطبعة وتقدّمها راح يتذكّر نوح أشعاره وأهازيجه، وبالرغم من العمل الشاق في المطبعة إلا أن روحه الشاعرة جعلته يحرص على حضور جميع المجالس في المحرق والمنامة، التي دعي لها ليسمع الحاضرين أناشيده وأهازيجه الوطنية عن فلسطين والثورة ضد الانتداب الإنجليزي، فراحت المجالس تتنافس على حضورهِ لأناشيدهِ المميزة وروحه المرحة التي عرف بها. خلال هذه الفترة كتب نوح أيضاً أشعار وأهازيج خاصة بالبحرين، حيث يقول في أشهرها:
كما يظهر في الأبيات، كانت حياة نوح مريحة في جزر اللؤلؤ وراح يرسل رسائل إلى أصدقائهِ وأهلهِ في بغداد وحيفا، يصف عمله الجديد والحياة المريحة والبلاد الخلابة. وعشية انتهاء العام الأول من عمله في البحرين بدأت المطبعة أعمالها التجارية مقبلة لإصدار أول صحيفة أسبوعية في الخليج لصاحب المطبعة عبد الله الزايد.
لكن بعد انتهاء العام الأول من عمله بدأت أخبار ثورة 1936 تصل إلى البحرين. من هنا، وبالرغم من استقرارِ وضعهِ في جزر اللؤلؤ ونهضة المطبعة، عزم نوح على حزم أمتعته والالتحاق بالثوار ومحاربة الإنجليز واليهود في فلسطين، كما أوضح لصديقه راشد الجلاهمة «الكلام ما عاد ينفع مع هؤلاء الجلادين».
كل طلبات صاحب المطبعة وعمالها منه بالبقاء لم تجد نفعاً، فإنه كان ينتظر أول سفينة تقلهُ إلى البصرة ليعود من هناك إلى فلسطين بعد أقل من عام ونصف قضاها في البحرين. فكان طلبه الأخير من البحرينيين: إذا لم تجاهدوا في فلسطين بالنفس فجاهدوا بالمال.
أما بعد عودته لفلسطين ولحياة الجهاد، فقد أبعدته القوات البريطانية عن شمال فلسطين لاشتراكهِ في النضال ضد الانتداب البريطاني، فمكث في قرية عين كارم، حيث اشتهر بعرض المسرحيات في القرية.

### نضاله
خلال عمله في يافا التحق نوح بعز الدين القسام، وكان يرافقه في رحلاته إلى قرى حيفا وجنين، ويتأثر بتعاليمه في جامع الاستقلال في حيفا. وفي عام 1931 أسس مع رفاقهِ عصبة من الكشافة، أطلق عليهم الشيخ عز الدين القسام «عصبة فتيان محمد الأباة» وتولّى نوح التدريب والتثقيف لهذه الجماعة، فكان يعلم الأشبال استعمال السلاح، ويحفّظهم الأناشيد الوطنية.

أما عند عودته من البحرين، وبعد وفاة القسام بعام اشترك تنظيم «عصبة محمد الأباة» في الثورة، وتحوّل إلى تنظيم سري يحمل الاسم تنظيم «عشيرة خالد» الذي راح يجمع التبرعات، ويمد الثوار بالسّلاح. وكان لنوح إبراهيم دوره الفاعل والرئيس في تعاون القادة القساميين ليكون تحت إمرة قائد واحد فيما يسمى بالجماعة الجهادية، وقد تبنّت الجماعة الكفاح المسلح إلى جانب الثورة الصامتة، وهاجم ثلاثة منهم قافلة يهودية بالقرب من عنبتا بقيادة الشيخ فرحان السعدي، خليفة الشهيد القسام، الذي انتقمت منهُ السلطة البريطانية بعد ذلك وأعدمتهُ وهو صائم في الثمانينِ من عمرهِ.
زجّت حكومة الانتداب البريطاني في شهر شباط/فبراير عام 1937 نوح إبراهيم في سجن المزرعة ثم في سجن عكا، وذلك إثر انتشار أنشودته «دبّرها يا مستر دل» بها خاطب بسخريّة الجنرال دل عند تعيينه من قبل بريطانيا كالقائد العام للجيس البريطاني في فلسطين لقمع الثورة
.
ووصف نوح إبراهيم في مذكراتهِ كيف دخل السجن
| نوح إبراهيم | أُدخلنا السجن في الشهر الثاني من سنة 1937، وقضينا 5 أشهر في سجن عكا ومعتقل المزرعة، كان عددنا يتزايد حتى بلغ مائتي معتقل، كلّهم من خيار الشباب الوطنيين، والرجال العاملين والعلماء الأجلاء. وكانت التهم الموجهة إلينا مفبركة وعجيبة جدًا، يكفي إثبات واحدة منها للزج بنا إلى حبل المشنقة، حسب القوانين الجديدة | نوح إبراهيم |

.
إلا أنه كما يبدو أُعجب القائد دل بشخصية نوح إذ جيء به من السجن ليقابل المسؤول البريطاني الجنرال دل، فأطلق سراحه بعد خمسة أشهر من السجن.
استمر نوح يقاتل ويقارع الإستعمار والحركة الصهيونية من جهة، ويؤلف القصائد والأهازيج الشعبية وينشدها من جهة أخرى، حتى أصبحت هذه القصائد الشعبية شوكة في حلق سلطات المستعمر البريطاني الغاصب. فأصرت على منعها أو تداولها. وفي 22 شباط/فبراير 1938، أصدر مراقب المطبوعات البريطاني في فلسطين «أوين مريديت تويدي»، المعروف بإرهاقه للصحف الفلسطينية آنذاك، قراراً يمنع فيه السماح بنشر أو طبع قصائدهِ، وهذا نص القرار:
| نوح إبراهيم | استناداً إلى الصلاحية المخولة لي كمراقب للمطبوعات... بمقتضى نظام الطوارىء فأنا (أوين مريديت تويدي) أحظر طبع أو نشر النشرة المحتوية على مجموعة اشعار نوح إبراهيم المطبوعة خارج فلسطين والمعروفة باسم “مجموعة أناشيد نوح إبراهيم” في فلسطين، وأحظر أيضًا استيراد تلك النشرة إليها وآمر بضبط ومصادرة نسخ تلك المطبوعة أو المنشورة أو المستورده خلافًا لهذا الأمر | نوح إبراهيم |

### وفاته

الشاعر الراحل توفيق زياد يقف بجانب ضريح الشاعر الراحل نوح إبراهيم

استشهد نوح عندما كان عمره لا يتجاوز الـ 25 عامًا بعد التحاقه بالثورة حاملًا سلاحه، فضلُا عن قلمه وصوته. فبينما كان ذاهباً لزيارة أقاربه في قرية مجد الكروم، يرافقه ثلاثة من رفاقه، في طريقهم عند قرية طمرة كان الإنجليز يقومون بتحصينات لهم في الجبل. فانتبهوا إلى هؤلاء الخيالة، ورصدوا تحركهم، وبينما كانوا يصعدون من وادي عميق من أراضي كابول إلى قرية كوكب أبو الهيجاء الجليلية كمن الإنجليز لهم قريباً من خربة ضميدة، وفي موقع حرشي يسمى الصنيبعة بالقرب من طمرة ترجّل الفرسان الأربعة ليستريحوا قليلاً ففاجأتهم قوة عسكرية بريطانية مدعومة بأسراب من طائرات سلاح الجو الملكي البريطاني بينما كانوا يهمون بالرحيل فسقط نوح شهيدًا مع كل من رفاقه الثلاثة: محمد خضر قبلاوي وعزّ الدين خلايلة، أبو رعد (من السوريين الذين تطوّعوا في الثورة)، مساء يوم الجمعة أول يوم من رمضان عام 1357 هـ الموافق 28\10\1938 وألقى الإنجليز جثثهم في بئر، ثم جاء أهل طمرة وحملوا جثث الشهداء إلى الجامع القديم بالقرية، وصلوا عليهم صلاة الجنازة، ودفنوهم في طمرة في المقبرة القديمة في البلدة، وقد أقيم لهم نصب تذكاريّ في القرية عام 1986.
ذاع خبر وفاة نوح إبراهيم في البلاد العربية، فكتبت صحيفة «الشباب» في القاهرة، التي امتلكها المجاهد الفلسطيني محمد طاهر عن وفاة نوح الخبر الآتي:
| نوح إبراهيم | القدس في 28 أكتوبر (تشرين الأول)، 1938 قتل الشاعر العربي نوح إبراهيم أحد أبرز زعماء الثورة في أثناء عملية الهجوم التي قامت بها القوات البريطانية في ضواحي مدينة حيفا يوم الثلاثاء الماضي، وقد اكتشفت جثته أمس على مقربة من (طمرة)...هذا هو الخبر الأليم الذى فوجئنا به في الأسبوع الماضي، فكان له في النفوس أشد وقع، لأن استشهاد هذا الشاب النابغ خسارة على الحركة الوطنية العربية، وعلى الجهاد القومى الشعبي، وكانت شركات الفونغراف تتسابق إلى تسجيل أناشيده الوطنية التى كان يلحنها بنفسه، وكانت تطبع منها مئات الألوف، فكان الناس في المجتمعات والبيوت يستمعون لها فتفعل في نفوسهم وتتغلغل في أعماق قلوبهم | نوح إبراهيم |

## أشهر قصائده
أصدر نوح قصائده في كتيب ما زالت طبعته الأولى محفوظة لدى عدد قليل جدًا من العائلات، كتب على غلافها الداخلي “مجموعة قصائد فلسطين المجاهدة – نظم وتلحين نوح إبراهيم الشاعر الشعبي الفلسطيني وتلميذ القسّام – حيفا- فلسطين – تحتوي على القصائد والأزجال الشعبيّة الاجتماعية الوطنية والحماسية والأسطوانات الشعبية الجديدة التي تصدر قريبا – حقوق الطبع والتأليف والتلحين محفوظة وخاصة”.

لكن كما وسبق الذكر تم منع نشر هذا الكتيب وحظر استيراده إلى فلسطين من خارجها، لذلك ليس هناك مكان معيّن يركّز كل أشعاره، وبرزت الأشعار التي حفظها الشعب الفلسطيني.

فاشتهر نوح إبراهيم بقصيدة الرثاء لشهداء ثورة البراق عام 1929، وهي بمناسبة إعدام ثلاثة مجاهدين محمد جمجوم وفؤاد حجازي وعطا الزير في سجن عكا في مدينة عكا بتاريخ 17 حزيران عام 1930 أثناء ثورة البراق. وقد عُرف ذلك اليوم بعدها باسم «الثلاثاء الحمراء» لبطولة الشهداء الثلاثة في مواجهة الموت، وكان فؤاد حجازي ومحمد جمجوم خريجين من الجامعة الأمريكية في بيروت، وعطا الزير كان عاملاً، وقد ترك الثلاثة خلفهم ثلاث رسائل رائعة تدعو للاحتفال بشهادتهم كتبوها قبل الصعود إلى حبل المشنقة الذي تسابقوا إليه.

واسم القصيدة هو «من سجن عكا»، ومطلعها هو:
وكذلك نظم قصائد أخرى:
- يا خسارة يا عز الدين

كان الشاعر نوح إبراهيم من تلاميذ الشيخ عز الدين القسام. وهذه القصيدة هي قصيدة رثاء قالها إثر استشهاد الشيخ المجاهد عز الدين القسام بعد معركته الشهيرة مع الجيش الإنجليزي في أحراش يعبد عام 1935. وهي من قصائده الشعبية المشهورة التي لحنها، غنّاها وسجّلها بصوته على أسطوانة، وما زالت كل الأجيال التي وعت فترة الثلاثينات تحفظها عن ظهر قلب وصاروا يرددونها في مناسباتهم الوطنية. مطلع القصيدة هو:
- دبّرها يا مستر دلّ [31]

تعتبر قصيدة «دبرها يا مستر دلّ» من أشهر القصائد الشعبية لنوح إبراهيم، فحفظها آنذاك الكبار والصغار. تتألف هذه القصيدة الطويلة من عدة مقاطع يطلب الشاعر فيها من المستر دلّ، القائد العام للجيش البريطاني في فلسطين آنذاك، خاصة ومن المستعمر عامة أن يسلّم بحرية شعبه الفلسطيني واستقلاله، ويندد فيها بمحاولات الإنجليز قمع الثورة ومطالبًا بمنع بيع أراضي العرب، ووقف هجرة اليهود إلى فلسطين. تم اعتقال نوح إبراهيم من قبل سلطات الانتداب البريطاني إثر انتشار هذه القصيدة، ومن ثم أطلق سراحه. من الجدير بالذكر أن هذه الأغنية هي من ألحان الموسيقار اللبناني فيلمون وهبي وهي من أول ألحانه.
- يا فخامة المندوب السير «غرينفل وكهوب»

يخاطب نوح إبراهيم بهذه القصيدة المندوب السامي البريطاني في فلسطين، الجنرال «غرينفيل وكهوب»، كواحد من الكثيرين من ممثلي السلطة البريطانية المركزيين الذين خاطبهم نوح إبراهيم بشعره وأغانيه. يندد نوح إبراهيم في هذه القصيدة المندوب السامي بتآمره مع الحركة الصهيونية واغتصاب حقوق العرب خلال مدة حكمه، فيتهكم الشاعر على المندوب الذي ادعى أنه صديق للفلاح، كما ويندّد بقوانين الحكومة الجائرة والظالمة.
- يا جناب اللجنة الملكية

واكب نوح إبراهيم بحسه ووعيه الوطني السياسات البريطانية الجائرة تجاه قضية شعبه وهمّه اليومي، وكان لها بالمرصاد مع رفاقه الثوار لا بالسلاح فقط، وإنما بالكلمة المقاتلة. فكانت الحكومة البريطانية كثيرًا ما تلجأ إلى تشكيل لجان التحقيق نتيجة للهبات الشعبية الثورية، لكسب الوقت وطمأنة العرب والاحتيال لتهدئة الأحوال، حتى بلغ عدد اللجان تلك أربعًا كان آخرها «لجنة التحقيق الملكية» التي وصلت البلاد في 12 تشرين الثاني عام 1936. خاطب نوح بهذه القصيدة المغناة هذه اللجنة، والتي كان العرب مقاطعين لها في البداية ثم تراجعوا وقرروا التعاون معها استجابة لرغبة وطلب الملوك العرب.
- فلسطين لا تفزعي

موال كتبه الشاعر عن أحد القادة الشعبيين لثورة 1936، أبو درّة، والذي تطور من ثائر عادي إلى قائد فصيلة، حتى أصبح اشد أولئك القواد سطوة في المنطقة الشمالية من البلاد. عثر الشاعر توفيق زياد على هذا الموال خلال تنقيبه في آثار الشاعر نوح إبراهيم ونشره في مجلة الجديد الحيفاوية (العددان:11+12 لعام 1970).
- حطة وعقال بعشر قروش

إثر عملية الإعدام الشهيرة لثلاثة شهداء ثورة البراق في ساحة سجن عكا عام 1930، ألقى عز الدين القسام خطبة نذيرية دعا إلى اليقظة والجهاد والانتقام للشهداء، فأبكت خطبته الناس وحمّستهم، غير أن أحداً من الناس لم يحفظها كما حفظوا حتى اليوم قصيدة نوح إبراهيم «من سجن عكا». من هذه الحادثة أدرك عزّ الدين القسّام أهمية وتأثير الشعر الشعبي على الجمهور وقرّر بالاستعانة بتلميذه، صاحب الأغنية، نوح إبراهيم، فأصبح نوح المروّج الإعلامي للمواقف القسّامية. يقال أن القسّام استعان بشعر نوح في إحدى العمليات المهمة التي نفذها أحد أعضاء جماعته، وعندما أدرك الإنجليز أن منفذ العملية فلاح يعتمر الحطة والعقال، فأصدروا بأمر اعتقال كل من يعتمر الحطة والعقال. وكما هو معروف فإن حركة القساميين لم تضم طبقة الأغنياء والمثقفين الذين لم يعتادوا اعتمار الحطة والعقال رغم صداقة القسّام وقربه من عدد من الأغنياء والمثقفين، من هنا ضاق الحال على الفلاحين الفقراء فأطلق نوح شعره، حيث يقول في مطلعه:
انتشرت هذه الأغنية انتشارًا واسعًا وأخذ الثوار ببيع الحطات للناس، فأصبح اعتمارها دارجًا، حتى اعتمرها أيضًا الأفندية، لأن كل من بقي يعتمر الطربوش ظنوا أنه قد يكون عميلاً.
- بحرية يافا

غنى نوح هذه القصيدة لبحارة حيفا ويافا البواسل بعد إعلانهم الإضراب المشهور، على اثر كشف عملية تهريب الأسلحة للحركة الصهيونية، والذي كان فاتحة حركة إضرابية سياسية واسعة جدًا.
- الله يحيي المعتقلين

في هذه القصيدة يغني نوح إبراهيم تمجيدًا لأبناء فلسطين، زعماء وثوار، مسلمين ومسيحيين، منفيين ومعتقلين وشهداء.
- ملايكة الرحمة هالنرسات

دخلَ نوح إبراهيم إلى مستشفى الحكومة في حيفا وأجرى له جراح المستشفى الشهير الدكتور نايف حمزة عملية جراحية، واعتنت به الممرضات عناية خاصة، فشكرهن لجميلهن عن طريق هذه القصيدة.
- أمّا الوطن للجميع

يدعو نوح إبراهيم في هذه القصيدة إلى تعميق جذور الوحدة الوطنية مغنًيًا للوطن ووحدة أبناءه.
- تحيا المرأة العربية

هذه القصيدة تدور حول قصة حصلت خلال معركة واد التفاح، القصيدة تروي قصة امرأة أرملة من عصيرة الشمالية/شمال نابلس – باعت صيغتها واشترت بندقية لابنـها الوحيـد ليشارك في القتال، ولكنه عاد إلى البيت فلم تفتح له البـاب، وعـاد وقاتل حتى استشهد واستقبلت جثمانه بالزغاريد.
- مشحّر يا جوز التنتين

هذه الأغنية الكوميدية تغني لمن تزوج على زوجته وما سيلقى من متاعب.
- فلاح يا ابن بلادي

نادى نوح بهذه القصيدة الفلاح العربي بالتشبّث بأرضه، ومواجهة سمسارة الأراضي الذين لقبهم نوح ببائعي الأرض والعرض. يعبّر نوح في هذه القصيدة عن إيمانه بدور الفلاح في بناء أسس الوطن والحضارة الإجتماعية.
- الله يخزي هالشيطان
- تحيا شباب الخليل
- بنقول للدينا كلام مفهوم

## أوسمة وتخليد ذكره
- في العام 1990 منح اسم الشاعر الشهيد نوح إبراهيم وسام القدس للثقافة والفنون، من منظمة التحرير الفلسطينية.[40]
- تم إنشاء جائزة للتراث الشعبي، حملت اسمه عام 1983، صدرت باسم «لجنة موسوعة الفولكلور الفلسطيني»، التي تأسست في البيرة عام 1966. منحت جوائز مالية وتقديرية للمبدعين في مجالات التراث الشعبي.[41][42]
- جسّد الفنان فلسطيني الأصل حسين المنذر (قائد فرقة العاشقين) شخصية نوح إبراهيم في مسلسل عزّ الدين القسّام عام 1981.
- أطلق اسمه على شارع في مخيّم اليرموك في دمشق.[43]

## مؤلفات حوله
صدر حوله عدد من المؤلفات هي:
- نمر حجاب، الشاعر الشعبي الشهيد نوح إبراهيم، 2005.
- سميح شبيب، الشاعر الشعبي نوح إبراهيم: الشاهد والشهيد، دراسة في ندوة بعنوان «التاريخ الاجتماعي الفلسطيني بين غابة الأرشيف وأشجار الحكايات»، 21- 22 تشرين ثاني 2003/ جامعة بير زيت.
- عبد العزيز أبو هدبا، «الشاعر نوح إبراهيم، بالكلمة المنغمة أرخ للثورة الفلسطينية، 1935- 1938»، مجلة الزاوية، العدد3- 4، شتاء- ربيع 2003.
- خالد عوض، نوح إبراهيم شاعر وشهيد. مطبعة فينوس، الناصرة، 1990.
- خالد عوض، نوح إبراهيم الشاعر الشعبي لثورة 36- 39.

## وصلات خارجية
- موقع فلسطيني: نوح إبراهيم: الشاعر الشعبي لثورة الـ36، روح فلسطين الحية أول شهداء «الكلمة المقاتلة»
- أغنية «من سجن عكا»
- أغنية «مشحّر يا جوز التنتين»
- أغنية «الله يخزي هالشيطان»